# 石州 (南梁)
石州，南朝梁、南朝陈、隋朝时设置的州。
绍泰元年（555年）之前，南朝梁置分广州设置石州，治所在夫宁县（今广西壮族自治区藤县东北浔江南、北流江东岸）。下辖永平郡（治所在夫宁县）、建陵郡（治所在安基县，今广西岑溪市西北）、阴石郡（治所在阴石县，今广西容县）、梁德郡（治所在梁德县，今广东省信宜市东北）、永业郡（治所在永业县，治所在今广西岑溪市东北筋竹）。永平郡下辖夫宁县、卢平县、毗平县、员乡县、苏平县、雷乡县、开城县、武林县、丰城县。建陵郡下辖安基县、建陵县。隋文帝开皇年间更名藤州。